# Yusef Lateef

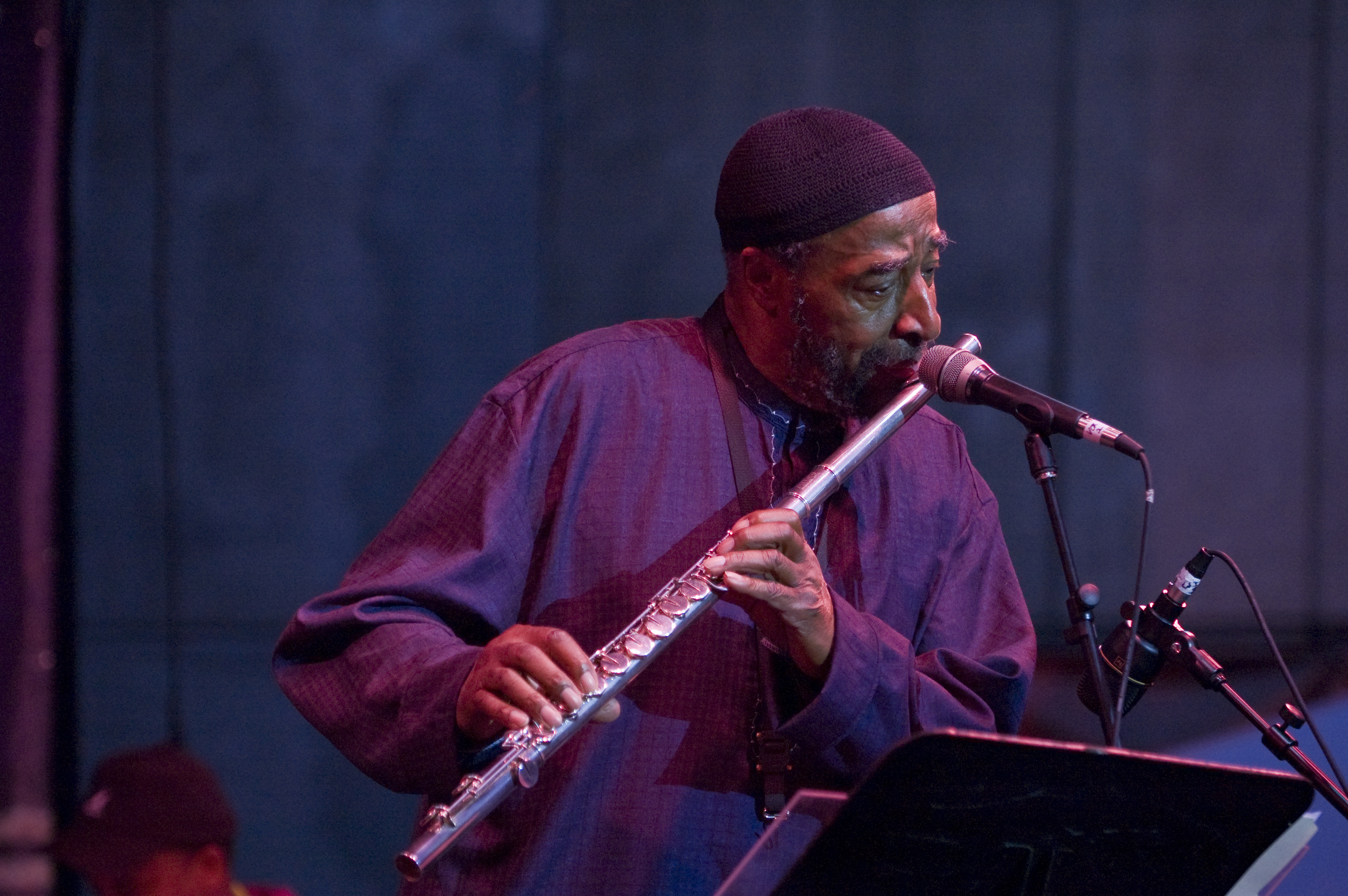
Yusef Lateef (2007)

Yusef Abdul Lateef (* 9. Oktober 1920 als William Emanuel Huddleston in Chattanooga, Tennessee; † 23. Dezember 2013 in Shutesbury, Massachusetts) war ein US-amerikanischer Jazzmusiker. Er war Multiinstrumentalist und spielte Tenorsaxophon, Altsaxophon, Flöte, Oboe sowie selbstgebaute Instrumente. Er gehörte zu den ersten Jazzmusikern, die den Jazzhorizont durch Elemente afrikanischer, orientalischer und fernöstlicher Musikkulturen erweiterten, und hat so zur Entstehung des Ethno-Jazz beigetragen.

## Leben und Wirken
Yusef Lateef wuchs in Detroit auf, wo sein Vater in der Autoindustrie arbeitete und seinen Nachnamen in Evans änderte. Er wollte zunächst Trompete lernen, doch auf Intervention seines Vaters lernte er Altsaxophon. Zu seinen Jugendfreunden gehörten Kenny Burrell, Milt Jackson, Tommy Flanagan, Barry Harris, Paul Chambers und Donald Byrd. Er spielte ab 1940 in der Band von Amos Woodward, die Bluessänger begleitete, und vertiefte seine musikalischen Kenntnisse auf dem Detroit Conservatory of Music. Seine professionelle Musikerkarriere begann er ab 1943 als Tenorsaxophonist bei Lucky Millinder, Hot Lips Page, Roy Eldridge, mit Eugene Wrights Dukes of Swing (1946–1947), bei Ernie Fields und schließlich 1949/50 bei Dizzy Gillespie als William Evans. Gillespies Versuche, afro-kubanische Rhythmusmuster in Melodien zu verwandeln, weckten sein Interesse, sich mit der Musik des Nahen Ostens zu beschäftigen. 1950 kehrte er nach Detroit zurück und studierte Komposition und Flöte an der dortigen Wayne State University. Während dieser Zeit konvertierte er zur Glaubensrichtung Ahmadiyya Islam und nahm seinen muslimischen Namen an.
Lateef blieb bis 1960 in Detroit, wo er die Hausband der Klein’s Show Bar und eine Zeitlang ein eigenes Quintett leitete, in dem u. a. Wilbur Harden, Bernard McKinney, Hugh Lawson, Terry Pollard, Frank Gant und Oliver Jackson spielten, und ein erstes Album unter eigenem Namen für Savoy einspielte (Stable Mates). In den folgenden Jahren stellte er mit seinem Quintett auf Morning (1956) und Jazz For Thinkers (1957) die Flöte als Soloinstrument heraus. Auch trat er mit Donald Byrd auf. Daneben vertiefte er seine Fertigkeiten durch Oboen-Unterricht bei Ronald Odemark, dem Oboisten des Detroit Symphony Orchestra.
1960 kehrte er nach New York zurück und setzte sein Studium an der Manhattan School of Music in Flöte und Musikpädagogik fort. Zu Beginn der 1960er Jahre arbeitete er mit Charles Mingus, Miles Davis, Dizzy Gillespie und mit Babatunde Olatunji. Eines seiner wichtigsten Musikalben war Eastern Sounds (Prestige, 1961), das unüberhörbar von fernöstlichen Einflüssen geprägt ist. Er spielt auf diesem Album unter anderem eine chinesische Flöte aus Ton. Zwischen 1962 und 1964 gehörte er dem Sextett von Cannonball Adderley an; danach arbeitete er wieder mit eigenem Quartett (u. a. mit Mike Nock).
Ab 1964 widmete sich Lateef neben seiner Band akademischen Studien. 1969 erlangte Lateef einen Bachelor-Abschluss in Musik und einen Master-Abschluss in Musikerziehung. 1975 schloss er seine Dissertation über westliche und islamische Erziehung ab und wurde Doctor of Philosophy. Von 1972 bis 1976 lehrte er Musik am Manhattan Community College. In den 1980er Jahren lehrte er einige Jahre in Nigeria, danach als Professor an der University of Massachusetts und am Amherst College.
Lateef experimentierte auch mit anderen Musikrichtungen wie New Age und Third Stream; gleichwohl blieb sein Hauptaugenmerk immer auf den Jazz gerichtet. Seine erste Komposition für größeres Ensemble war Suite 16 or Blues Suite, die 1969 vom Georgia Symphony Orchestra in Augusta (Georgia) uraufgeführt und 1970 vom Detroit Symphony Orchestra auf dem Meadowbrook Music Festival gespielt wurde; eine Plattenaufnahme entstand 1971 mit dem WDR Sinfonieorchester Köln. 1974 komponierte Lateef im Auftrag des NDR Radio-Orchester Hamburg das Poem Lalit; in diesem Jahr entstand mit diesem Orchester auch eine Aufnahme seiner Symphony No. 1. Daneben arbeitete er mit kleinerem Ensemble, mit dem u. a. das Album Autophysiopsychic entstand. 1987 wurde er für seine Yusef Lateef's Little Symphony, auf der er alle Instrumente selbst spielte, mit dem Grammy Award als bestes New-Age-Album ausgezeichnet. 1993 komponierte Yusef Lateef sein wohl ambitioniertestes Werk, The African American Epic Suite, ein vierteiliges Werk für (Jazz-)Quintett und Orchester, in dem er 400 Jahre der afroamerikanischen Geschichte thematisiert. Die Suite wurde im gleichen Jahr vom WDR Rundfunkorchester Köln unter David de Villiers uraufgeführt und erlebte weitere Darbietungen durch das Atlanta Symphony und Detroit Symphony Orchestra. 2000 stellte er anlässlich seines sechzigjährigen Bühnenjubiläums das Werk The World at Peace für zwölf Instrumentalisten vor.
1992 gründete Lateef sein eigenes Label YAL Records, auf dem er beinahe vierzig Alben unter eigenem Namen veröffentlicht hat. Er verfasste auch die Erzählung A Night in the Garden of Love und zahlreiche Kurzgeschichten, die in den Bänden Spheres und Rain Shapes enthalten sind. Unter dem Titel The Gentle Giant legte er seine Autobiographie vor.
Lateef selbst lehnte die Bezeichnung „Jazz“ für seine Musik ab:

„Ich mache autophysio-psychic music, das heißt Musik, die aus meinem physischen, geistigen, spirituellen und intellektuellen Ich entsteht. Musik muss diese Balance haben, sonst ist sie keine geglückte Organisation der Klänge.“

2010 erhielt Lateef die NEA Jazz Masters Fellowship. Er starb am Morgen des 23. Dezember 2013 zuhause an den Folgen von Prostatakrebs.

## Würdigung
Nach Ansicht von Wilhelm Liefland gelang Yusef Lateef mit seinem Flöten-Vibrato „eine der wärmsten Klangbildungen, die je von Jazzern entwickelt wurden.“ Nach Martin Kunzler ist er auch einer der wenigen Jazzmusiker, die es auf der Oboe „zur Meisterschaft brachten“. Auch Brian Priestley hebt in seiner Würdigung besonders Lateefs Flötenspiel hervor. Sein Einbezug fernöstlicher Klänge hatte Vorbildfunktion für Musiker wie etwa John Coltrane, der wiederholt auch auf Lateefs Pionierstellung im Bereich des Modalen Jazz verwies. Sein Klang auf dem Tenorsaxophon blieb jedoch immer dem Bebop mit starkem Blues-Bezug verpflichtet. Auch wenn nach Priestley einige von Lateefs Aufnahmen aus den 1960er und 1970er Jahren nahe dem Punkt der Banalität kämen, seien hingegen seine kompositorischen Leistungen eindrucksvoll.
Das Magazin Rolling Stone wählte sein Album Eastern Sounds 2013 in seiner Liste Die 100 besten Jazz-Alben auf Platz 50.

## Werke

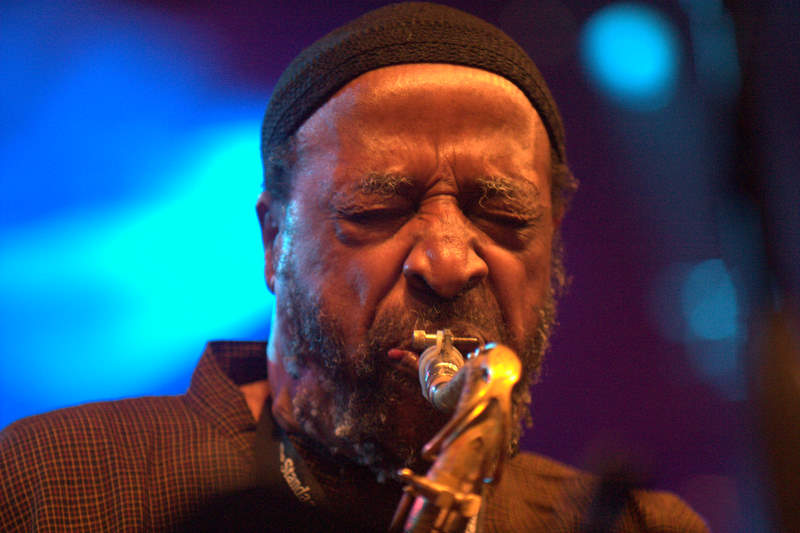
Yusef Lateef

### Diskographie (ausgewählt)
- Jazz Mood (1957)
- Prayer to the East (1957)
- Cry! – Tender (1959)
- The Three Faces of Yusef Lateef (1960)
- The Centaur and the Phoenix (1960)
- Lost in Sound (1960)
- Eastern Sounds (1961)
- Into Something (1961)
- Nippon Soul (1963)
- Live at Pep’s (1964)
- Psychicemotus (1964)
- The Golden Flute (1966)
- A Flat, G Flat and C (1966)
- The Blue Lateef (1968)
- Yusef Lateef’s Detroit (1969)
- The Diverse Yusef Lateef (1969)
- Hush ‘N’ Thunder (1972)
- The Doctor is In … And Out (1974)
- Ten Years Hence (1975)
- Autophysiopsychic (1977)
- Yusef Lateef’s Little Symphony (1987; Grammy 1988[6])
- The African-American Epic Suite (1996)
- The World at Peace (1997)
- Like the Dust (1998)
- Hikama Creativity (ed. 2019)

### Bücher
- The Gentle Giant: The Autobiography of Yusef Lateef. Morton Books, Irvington (NJ), 2006, ISBN 978-1-929188-12-3 (mit Herb Boyd)
- Hausa Performing Arts and Music. Dept. of Culture, Federal Ministry of Information and Culture, Lagos 1987, ISBN 978-978-173-041-2 (mit Ziky Kofoworola)
- The Repository of Scales and Melodic Patterns. Jamey Aebersold Jazz, 1981,  ISBN 978-1-56224-294-7.
- Flute Book of Blues. Fana Music, Amherst (Massachusetts), 1979 OCLC 830265585.

## Lexigraphische Einträge
- Ian Carr, Digby Fairweather, Brian Priestley: Rough Guide Jazz. Der ultimative Führer zum Jazz. 1800 Bands und Künstler von den Anfängen bis heute. 2., erweiterte und aktualisierte Auflage. Metzler, Stuttgart/Weimar 2004, ISBN 3-476-01892-X.
- Brad Farberman: Lateef, Yusef Abdul (William Evans). In: Encyclopedia of Jazz Musicians. Archiviert vom Original am 23. März 2016 (englisch).
- Martin Kunzler: Jazz-Lexikon. Band 1: A–L (= rororo-Sachbuch. Bd. 16512). 2. Auflage. Rowohlt, Reinbek bei Hamburg 2004, ISBN 3-499-16512-0.